# Skrad

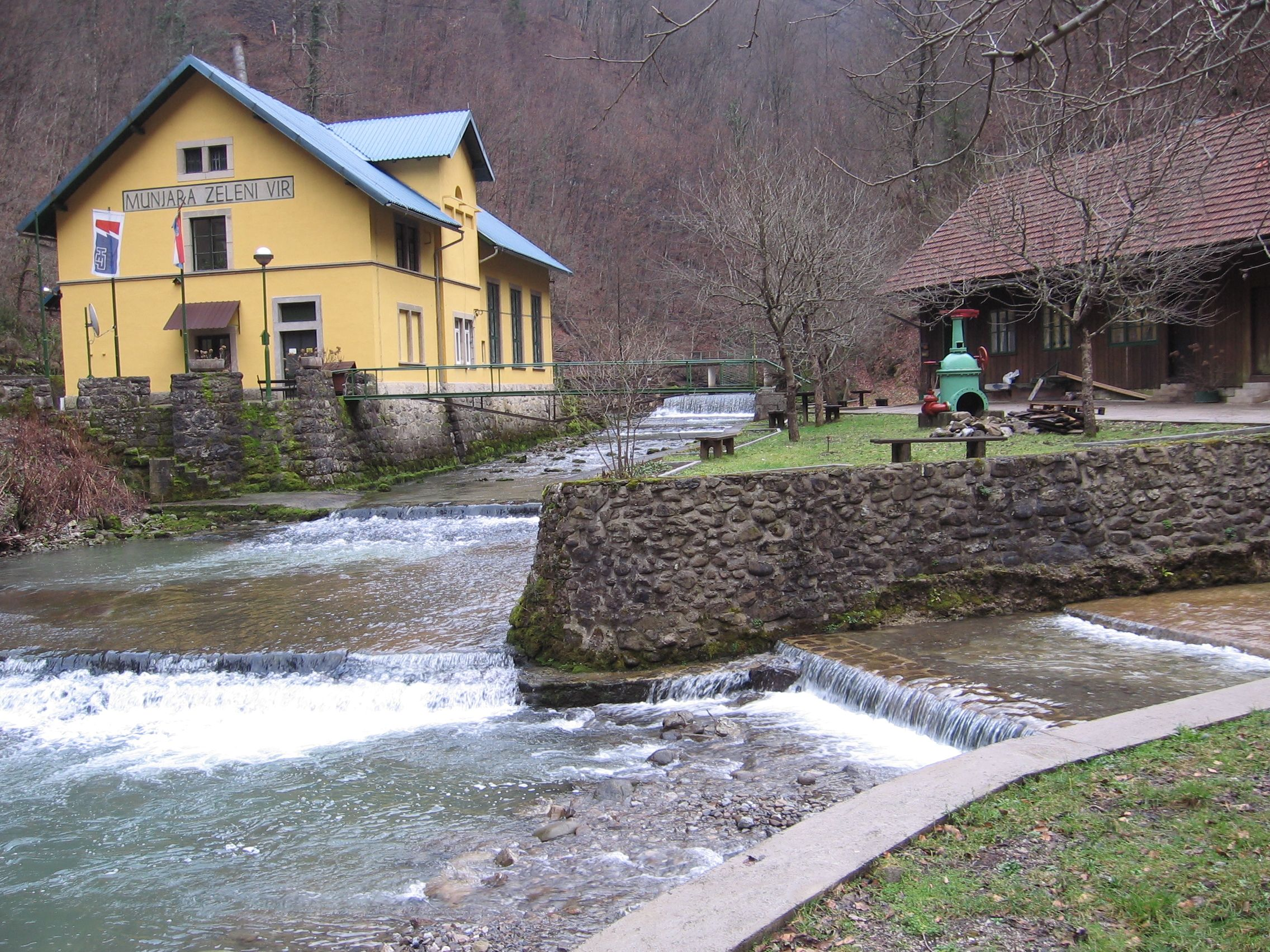
Vodní elektrárna Zeleni Vir na potoku Curak

Skrad je vesnice a správní středisko stejnojmenné opčiny v Chorvatsku v Přímořsko-gorskokotarské župě. Nachází se v horském regionu Gorski Kotar, asi 14 km severovýchodně od Delnice a asi 23 km severozápadně od Vrbovska. V roce 2011 žilo ve Skradu 694 obyvatel, v celé opčině pak 1 062 obyvatel. Počet obyvatel opčiny od roku 1961 pravidelně klesá.
Opčina zahrnuje celkem 22 trvale obydlených vesnic, většina těchto sídel však nedosahuje ani deseti obyvatel. Jedinou vesnicí v opčině s více než 100 obyvateli je samotné středisko opčiny Skrad, v němž sídlí veškerá důležitá infrastruktura v opčině, jako je pošta, kostel, hřbitov, lékárna, škola, čerpací stanice, obchody, kavárny, restaurace nebo železniční stanice. Na potoku Curak je umístěna vodní elektrárna Zeleni Vir.
- Brezje Dobransko – 2 obyvatelé
- Bukov Vrh – 43 obyvatel
- Buzin – 2 obyvatelé
- Divjake – 40 obyvatel
- Gorica Skradska – 3 obyvatelé
- Gornja Dobra – 39 obyvatel
- Hlevci – 17 obyvatel
- Hosnik – 1 obyvatel
- Hribac – 20 obyvatel
- Malo Selce – 12 obyvatel
- Pećišće – 3 obyvatelé
- Planina Skradska – 39 obyvatel
- Podstena – 19 obyvatel
- Pucak – 1 obyvatel
- Rasohe – 1 obyvatel
- Rogi – 12 obyvatel
- Skrad – 694 obyvatel
- Sleme Skradsko – 2 obyvatelé
- Tusti Vrh – 18 obyvatel
- Veliko Selce – 73 obyvatel
- Zakrajc Brodski – 1 obyvatel
- Žrnovac – 20 obyvatel

Nachází se zde i deset zaniklých vesnic: Belski Ravan, Bukovac Podvrški, Gorani, Gramalj, Mala Dobra, Podslemeni Lazi, Raskrižje, Restanac, Trški Lazi a Vrh Brodski.
Nejdůležitější silnicí v opčině je silnice D3; blízko též prochází dálnice A6.